# Ordine di battaglia sulla Linea Gotica
In questa lista, rappresentante l'ordine di battaglia sulla Linea Gotica, sono segnati i maggiori reparti militari che presero parte ai combattimenti dall'agosto 1944 al maggio 1945 sulla Linea Gotica durante la Campagna d'Italia della seconda guerra mondiale, in cui le forze alleate tentarono di sfondare le difese tedesche nel nord Italia.

## Allied Forces Headquarters Mediterranean
Supreme Allied Commander Mediterranean (Comando Supremo alleato nel Mediterraneo):
Generale Henry Maitland Wilson (prima del 12 dicembre 1944)
Feldmaresciallo Harold Alexander (dal 12 dicembre 1944)
Deputy Supreme Allied Commander Mediterranean:
Tenente generale Jacob Devers (prima del settembre 1944)
Tenente generale Sir Joseph McNarney (dal settembre 1944)
Capo di Stato Maggiore
Tenente generale Sir James Gammell (fino al 12 dicembre 1944)
Tenente generale Sir John Harding (dal 12 dicembre 1944 al 6 marzo 1945)
Tenente generale William Morgan (dal 6 marzo 1945)

### Armate alleate in Italia (fino al 12 dicembre 1944)
Comandante in capo: Generale Sir Harold Alexander
Capo di stato maggiore: Tenente generale Sir John Harding

### 15º Gruppo d'Armate (dal 12 dicembre 1944)
Comandante: Tenente generale Mark Clark
Capo di stato maggiore: Maggiore generale Alfred Gruenther

#### Quinta Armata USA
Comandante:
Tenente generale Mark Clark (fino al 16 dicembre 1944)
Tenente generale Lucian Truscott (dal 16 dicembre 1944)

##### II Corpo USA
Maggiore generale Geoffrey Keyes
- 34ª Divisione di fanteria (Maggiore generale Charles Bolté)
- 88ª Divisione di fanteria (Maggiore generale Paul W. Kendall)
- 91ª Divisione di fanteria (Maggiore generale William G. Livesay)
- 85ª Divisione di fanteria (Maggiore generale John B. Coulter) (fino all'aprile 1945)
- Gruppo di combattimento Legnano (dal 1945)

##### IV Corpo USA
Maggiore generale Willis D. Crittenberger
- 1ª Divisione corazzata statunitense (Maggiore generale Vernon E. Prichard)
- 6ª Divisione corazzata sudafricana (Maggiore generale Evered Poole)
- 85ª Divisione di fanteria statunitense (Maggiore generale John B. Coulter) (dall'aprile 1945)
- 1ª Divisione brasiliana (Generale Mascarenhas de Morais) (dal novembre 1944)
- 10ª Divisione da montagna statunitense (Maggiore generale George Price Hays) (dal febbraio 1945)

##### XIII Corpo britannico (fino al gennaio 1945)
poi agli ordini dell'Ottava Armata britannica

##### Unità autonome
- 92ª Divisione di fanteria statunitense (Maggiore generale Edward M. Almond) (dal novembre 1944)

#### Ottava Armata britannica
Comandanti:
Tenente generale Sir Oliver Leese (fino al 1º ottobre 1944)
Tenente generale Sir Richard McCreery (dal 1º ottobre 1944)

##### V Corpo britannico
Tenente generale Charles Keightley
- 1st Army Group Royal Artillery
- 1ª Divisione corazzata britannica (Maggiore generale Richard Hull) (fino al 25 settembre 1944)
  - 2nd Armoured Brigade
  - 18th Infantry Brigade
  - 43rd Gurkha Lorried Infantry Brigade

- 4ª Divisione di fanteria britannica (Maggiore generale Dudley Ward) (da ottobre a novembre 1944)
  - 10th Infantry Brigade
  - 12th Infantry Brigade
  - 28th Infantry Brigade

- 4ª Divisione di fanteria indiana (Maggiore generale Arthur Holworthy) (until October 1944)
  - 5th Indian Infantry Brigade
  - 7th Indian Infantry Brigade
  - 11th Indian Infantry Brigade

- 46ª Divisione di fanteria britannica (Maggiore generale John Hawkesworth fino al 6 novembre 1944, poi Maggiore generale C.E. Weir) (fino a dicembre 1944)
  - 128th Infantry Brigade
  - 138th Infantry Brigade
  - 139th Infantry Brigade
  - 25th Army Tank Brigade

- 56ª Divisione di fanteria britannica (Maggiore generale J. Y. Whitfield)
  - 167th Infantry Brigade
  - 168th Infantry Brigade
  - 139th Infantry Brigade
  - 7th Armoured Brigade

- 78ª Divisione di fanteria britannica (Maggiore generale D.C. Butterworth fino al 10 ottobre 1944 poi Maggiore generale Keith Arbuthnott) (da marzo 1945)
  - 11th Infantry Brigade
  - 36th Infantry Brigade
  - 38th Infantry Brigade

- 6ª Divisione corazzata britannica (Maggiore generale H. Murray) (from 18–23 April 1945)
- 8ª Divisione di fanteria indiana (Maggiore generale Dudley Russell) (da marzo 1945)
- 10ª Divisione di fanteria indiana (Maggiore generale Denys Reid) (da ottobre 1944 a febbraio 1945)
- 2ª Divisione di fanteria neozelandese (Tenente generale Sir Bernard Freyberg) (novembre 1944 al 14 aprile 1945)
  - 4th New Zealand Armoured Brigade
  - 5th New Zealand Infantry Brigade
  - 6th New Zealand Infantry Brigade

- Brigata Ebraica (da febbraio a marzo 1945)
- Corpo Italiano di Liberazione (1944)
  - Divisione paracadutisti Nembo
  - Divisione Umberto Utili

- Gruppo di combattimento Cremona (from 1945)
- 28ª Brigata Garibaldi "Mario Gordini" (dal 1945)

##### X Corpo britannico (fino al dicembre 1944 a dal febbraio 1945)
Tenente generale Sir Richard McCreery (fino al 6 novembre 1944)
Tenente generale John Hawkesworth (from 6 November 1944)
- 2nd Army Group Royal Artillery
- 10ª Divisione di fanteria indiana (Maggiore generale Denys Reid) (fino all'ottobre 1944)
  - 10th Indian Infantry Brigade
  - 20th Indian InfantryBrigade
  - 25th Indian Infantry Brigade

- 9th Armoured Brigade
- Brigata Ebraica (da marzo 1945)
- Gruppo di combattimento Friuli (dal 1945)

##### XIII Corpo britannico (da gennaio 1945)
Tenente generale Sidney Kirkman (fino al 25 gennaio 1945)
Tenente generale Sir John Harding (dal 25 gennaio 1945)
- 6th Army Group Royal Artillery
- 4ª Divisione di fanteria britannica (Maggiore generale Dudley Ward) (to September 1944)
- 6ª Divisione corazzata britannica (Maggiore generale Horatius Murray) (da agosto 1944 a marzo 1945)
  - 26th Armoured Brigade
  - 1st Guards Brigade
  - 6th Infantry Brigade

- 8ª Divisione di fanteria indiana (Maggiore generale Dudley Russell) (fino a marzo 1945)
  - 17th Indian Infantry Brigade
  - 19th Indian Infantry Brigade
  - 21st Indian Infantry Brigade

- 10ª Divisione di fanteria indiana (Maggiore generale Denys Reid) (from February 1945)
- 1st Canadian Armoured Brigade
- 1ª Divisione di fanteria britannica (Maggiore generale Charles Loewen) (fino al gennaio 1945)
  - 2nd Infantry Brigade
  - 3rd Infantry Brigade
  - 66th Infantry Brigade

- 78ª Divisione di fanteria britannica (Maggiore generale D.C. Butterworth fino al 10 ottobre 1944 poi il Maggiore generale Keith Arbuthnott) (da ottobre 1944 a marzo 1945)
- 2ª Divisione di fanteria neozelandese (Tenente generale Sir Bernard Freyberg) (dal 14 aprile 1945)
- Gruppo di Combattimento Folgore (dal 1945)

##### I Corpo canadese (fino al febbraio 1945)
Tenente generale E. L. M. Burns (fino al 10 novembre 1944)
Tenente generale C. Foulkes (fino al 10 novembre 1944)
- 1st Canadian Army Group Royal Canadian Artillery
- 1ª Divisione di fanteria canadese (Maggiore generale Chris Vokes fino al 1º dicembre 1944 poi il Maggiore generale H. W. Foster)
  - 1st Canadian Infantry Brigade
  - 2nd Canadian Infantry Brigade
  - 3rd Canadian Infantry Brigade

- 5ª Divisione corazzata canadese (Maggiore generale Bert Hoffmeister)
  - 5th Canadian Armoured Brigade
  - 11th Canadian Infantry Brigade
  - 12th Canadian Infantry Brigade

- 21st Army Tank Brigade
- 4ª Divisione di fanteria britannica (Maggiore generale Dudley Ward) (dal settembre all'ottobre 1944)
- 4ª Divisione di fanteria neozelandese (Tenente generale Sir Bernard Freyberg. Maggiore generale C. E. Weir comandante dal 3 settembre al 17 ottobre 1944)
- 3rd Greek Mountain Brigade (Colonnello Thrasyvoulos Tsakalotos) (da settembre a ottobre 1944)

##### II Corpo polacco
Tenente generale Władysław Anders
- Army Group Polish Artillery
- 3ª Divisione fucilieri Carpazi (Maggiore generale Bolesław Bronisław Duch)
  - 1st Carpathian Rifle Brigade
  - 2nd Carpathian Rifle Brigade

- 5ª Divisione di fanteria polacca (Maggiore generale Nikodem Sulik)
  - 5th Wilenska Infantry Brigade
  - 6th Lwowska Infantry Brigade

- [4ª Brigata corazzata polacca (Brigadier generale Bronislaw Rakowski)

##### Altre unità
- 2a Unità Commando (Brigadiere Ronnie Tod) (1945)
- 2ª Brigata paracadutisti (da dicembre 1944)
- 45ª Task Force statunitense (Rutledge)

Partigiani
- 36ª Brigata Garibaldi "Alessandro Bianconcini" (Luigi Tinti)
- 5ª Divisione Pesaro
- 29ª Brigata GAP "Gastone Sozzi" (Luciano Caselli)
- 8ª Brigata Garibaldi Romagna (Ilario Tabarri)
- 28ª Brigata Garibaldi "Mario Gordini" (Alberto Bardi-Arrigo Boldrini)
- 62ª Brigata Garibaldi "Camicie Rosse-Pampurio" (Proni)
- Brigata Partigiana Stella Rossa (Mario Musolesi)
- Divisione Modena-Armando (Ricci)
- XI Zona Patrioti (Manrico Ducceschi)
- Divisione Lunense (Oldham)

## Gruppo Armate C
Comandante in capo:
Feldmaresciallo Albert Kesselring (fino al 25 ottobre 1944, poi da gennaio 1945 al 9 marzo 1945)
Generale Heinrich von Vietinghoff (dal 25 ottobre 1944 al gennaio 1945 e dal 9 marzo 1945)

### 10. Armata tedesca
Comandante:
Generale Heinrich von Vietinghoff (fino al 25 ottobre 1944)
Tenente generale Joachim Lemelsen (dal 25 ottobre 1944 al 15 febbraio 1945)
Tenente generale Traugott Herr (dal 15 febbraio 1945)

#### LXXVI. Corpo corazzato tedesco
Tenente generale Traugott Herr (fino al 26 dicembre 1944)
Tenente generale Graff Gerhard von Schwerin (dal 26 dicembre 1944 al 25 aprile 1945)
Maggiore generale Karl von Graffen (from 25 April 1945)
- 1. Divisione paracadutisti (Tenente generale Richard Heidrich fino al 18 novembre 1944 poi Brigadiere Karl-Lothar Schultz)
- 5. Divisione da montagna (Maggiore generale Max-Günther Schrank fino 18 gennaio 1945, poi Brigadier generale Hans Steets)
- 71. Divisione di fanteria (Maggiore generale Wilhelm Raapke) (fino al dicembre 1944)
- 162. Divisione di fanteria (Maggiore generale Ralph von Heygendorff)
- 278. Divisione di fanteria (Maggiore generale Harry Hoppe)

#### LI. Corpo da montagna tedesco
Tenente generale Valentin Feurstein fino al marzo 1945 poi Tenente generale Friedrich-Wilhelm Hauck
- 44. Divisione di fanteria (Maggiore generale Hans-Günther von Rost) (fino a novembre 1944)
- 144. Jäger-Division (Brigadier generale Hans-Joachim Ehlert dal 15 aprile 1945 al Brigadier generale Martin Strahammer)
- 305. Divisione di fanteria (Tenente generale Friedrich-Wilhelm Hauck fino al dicembre 1944 poi al Brigadier generale Friedrich von Schellwitz)
- 334. Divisione di fanteria (Maggiore generale Hellmuth Böhlke)
- 715. Divisione di fanteria (Brigadier generale Hanns von Rohr) (fino al gennaio 1945)

### 14. Armata tedesca
Comandanti:
Tenente generale Joachim Lemelsen (dal 24 ottobre 1944 e dal 17 febbraio 1945)
Tenente generale Fridolin von Senger und Etterlin (ottobre 1944)
Tenente generale Heinz Ziegler (24 ottobre al 22 novembre 1944)
Tenente generale Traugott Herr (22 novembre al 12 dicembre 1944)
Tenente generale Kurt von Tippelskirch (dal 12 dicembre 1944 al 16 febbraio 1945)

#### II Corpo paracadutisti
Tenente generale Alfred Schlemm (al 30 settembre 1944)
Tenente generale Richard Heidrich (dal 1º novembre 1944 al 23 gennaio 1945)
Maggiore generale Hellmuth Böhlke (dal 23 gennaio 1945 al 7 febbraio 1945)
Tenente generale Richard Heidrich (dal 7 febbraio 1945)
- 4. Divisione paracadutisti (Maggiore generale Heinrich Trettner)
- 356. Divisione di fanteria (Maggiore generale Karl Faulenbach da ottobre 1944)
- 362. Divisione di fanteria (Maggiore generale Heinz Greiner)

#### XIV Corpo corazzato
Tenente generale Fridolin von Senger und Etterlin
- 23. Divisione di fanteria (Maggiore generale Eduard Crasemann dal 29 gennaio 1945 poi Brigadier generale Alfred Kuhnert dal 19 aprile 1945 poi Maggiore generale Viktor Linnarz)
- 65. Divisione di fanteria (Maggiore generale Hellmuth Pfeifer)
- 16. SS-Panzergranadier (SS-Gruppenführer Max Simon fino al 24 ottobre 1944 poi SS-Brigadeführer Otto Baum)

### Armata Liguria
Comandante: Generale Alfredo Guzzoni
- 42. Jäger-Division (Maggiore generale Walter Jost)
- 34. Divisione di fanteria (Maggiore generale Theobald Lieb)
- 4ª Divisione Alpina Monterosa
- 3ª Divisione fanteria di marina San Marco

### Riserva
- 29. Panzergrenadier-Division (Maggiore generale Fritz Polack)
- 20. Divisione Luftwaffe ridesignata in 20. Luftwaffe Stürm Division nel giugno 1944 (Brigadier generale Wilhelm Crisolli fino al 1º giugno 1944 poi Brigadier generale Erich Fronhöfer)

### Unità indipendenti

#### LXXV Corpo (confine italo-francese)
Tenente generale Hans Schlemmer
- 148. Divisione di riserva (Maggiore generale Otto Schönherr) (dall'agosto 1944)
- 90. Panzergranadier (Maggiore generale Ernst-Günther Baade to 9 dicembre 1944 poi Tenente generale Gerhard von Schwerin dal 26 dicembre 1944 then Brigadier generale Heinrich Baron von Behr)
- 157. Divisione da montagna ridesignata in German 8th Mountain Division febbraio 1945 (Maggiore generale Paul Schricker)

#### Comando Costa adriatica
- 94. Divisione di fanteria (Maggiore generale Bernhard Steinmetz)
- 188. Divisione da montagna (Maggiore generale Hans von Hößlin)